# El diario de un hombre decepcionado
El diario de un hombre decepcionado es el primer volumen de entradas de diario publicadas por el naturalista y diarista inglés Bruce Frederick Cummings, escrito bajo el seudónimo W. N. P. Barbellion.

## Producción
El diario de un hombre decepcionado fue descrito por su autor como "un estudio en el desnudo". El libro fue elegido originalmente por Collins, quien finalmente lo rechazó porque temía que la "falta de moral" mostrada por Barbellion dañara su reputación. Una nota del editor al final del libro afirma que Barbellion murió el 31 de diciembre de 1917, pero Cummings, de hecho, vivió durante casi dos años más.
La primera edición tenía un prefacio de HG Wells, que llevó a algunos revisores a creer que el diario era una obra de ficción del mismo Wells; él lo negó públicamente, pero la verdadera identidad de "Barbellion" no fue conocida por el público hasta después Muerte de Cummings.

## Recepción
Después de su publicación, El diario de un hombre decepcionado se convirtió en el relato personal más conocido de esclerosis múltiple. Fue considerado de diversas maneras "con desprecio no disimulado, condenado como inmoral, o aclamado una obra de genio, aclamado como una obra maestra". 
Las fuertes ventas tempranas y la admiración recibida por el libro son en gran parte olvidadas por el público en general hoy en día, pero el libro ha sido reimpreso frecuentemente en edición de bolsillo y es considerado como un clásico menor de la literatura inglesa.
Se ha comparado con el mejor trabajo de otros escritores como Franz Kafka y James Joyce.